# Urera simplex
Urera simplex är en nässelväxtart som beskrevs av Hugh Algernon Weddell. Urera simplex ingår i släktet Urera och familjen nässelväxter. Inga underarter finns listade i Catalogue of Life.